# Beachcomber Island
Beachcomber Island är en ö i Fiji. Den ligger i den västra delen av landet, 140 km väster om huvudstaden Suva.
Terrängen på Beachcomber Island är varierad. Öns högsta punkt är 8 meter över havet. 